# Октябр (Янтіковський район)
Октя́бр (рос. Октябрь, чув. Октябрь) — виселок у складі Янтіковського району Чувашії, Росія. Входить до складу Індирцького сільського поселення.
Населення — 8 осіб (2010; 25 у 2002).
Національний склад:
- чуваші — 92 %